# 北京龙徽酿酒
北京龙徽酿酒有限公司，位于北京市海淀区玉泉路2号，是北京市的一家老字号酿酒企业，主营葡萄酒酿造。该公司隶属北京市人民政府国有资产监督管理委员会，是北京市属国有企业。

## 简介
清朝宣统二年（1910年），法国天主教圣母会沈蕴璞修士在滕公栅栏马尾沟教堂山字楼地下室创建了葡萄酒窖，并聘请法国人里格拉为酿酒师，由中国教友充当工人，生产法国风格的红、白葡萄酒，葡萄酒用于教会弥撒、祭祀和教友饮用。为了生产葡萄作为葡萄酒原料，由沈蕴璞修士在黑山扈开辟了一个葡萄种植园。1912年，生产出中国最早的起泡葡萄酒（即香槟）。1946年1月，该酒厂注册为“北平上义洋酒厂”，注册商标以黑山扈圣母休养院和葡萄园为背景，称为“楼头”，从此正式对外出售葡萄酒。除了传统的教会系统外，该酒厂生产的葡萄酒还销往北平、天津、上海、武汉、长沙、青岛等地。各国在北平的领事馆、饭店、外轮公司开始大量购买上义洋酒厂的葡萄酒，并通过外轮公司代理出口至暹罗（泰国），该酒厂随之成为第一家对国外出口的中国葡萄酒生产商。

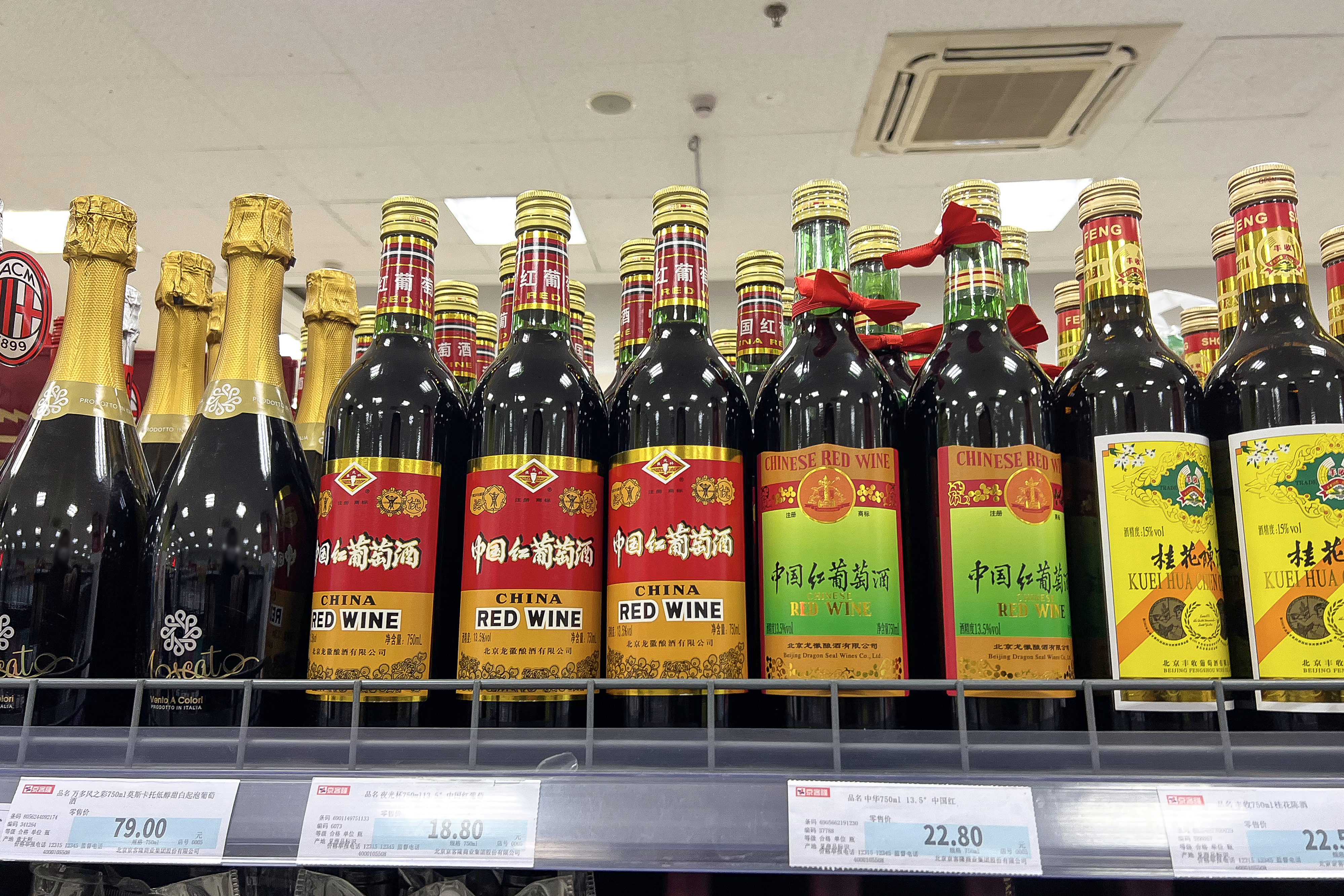
龙徽在“中国红葡萄酒”产品线使用两种商标：夜光杯牌、中华牌；其中“夜光杯”品牌原由北京东郊葡萄酒厂持有

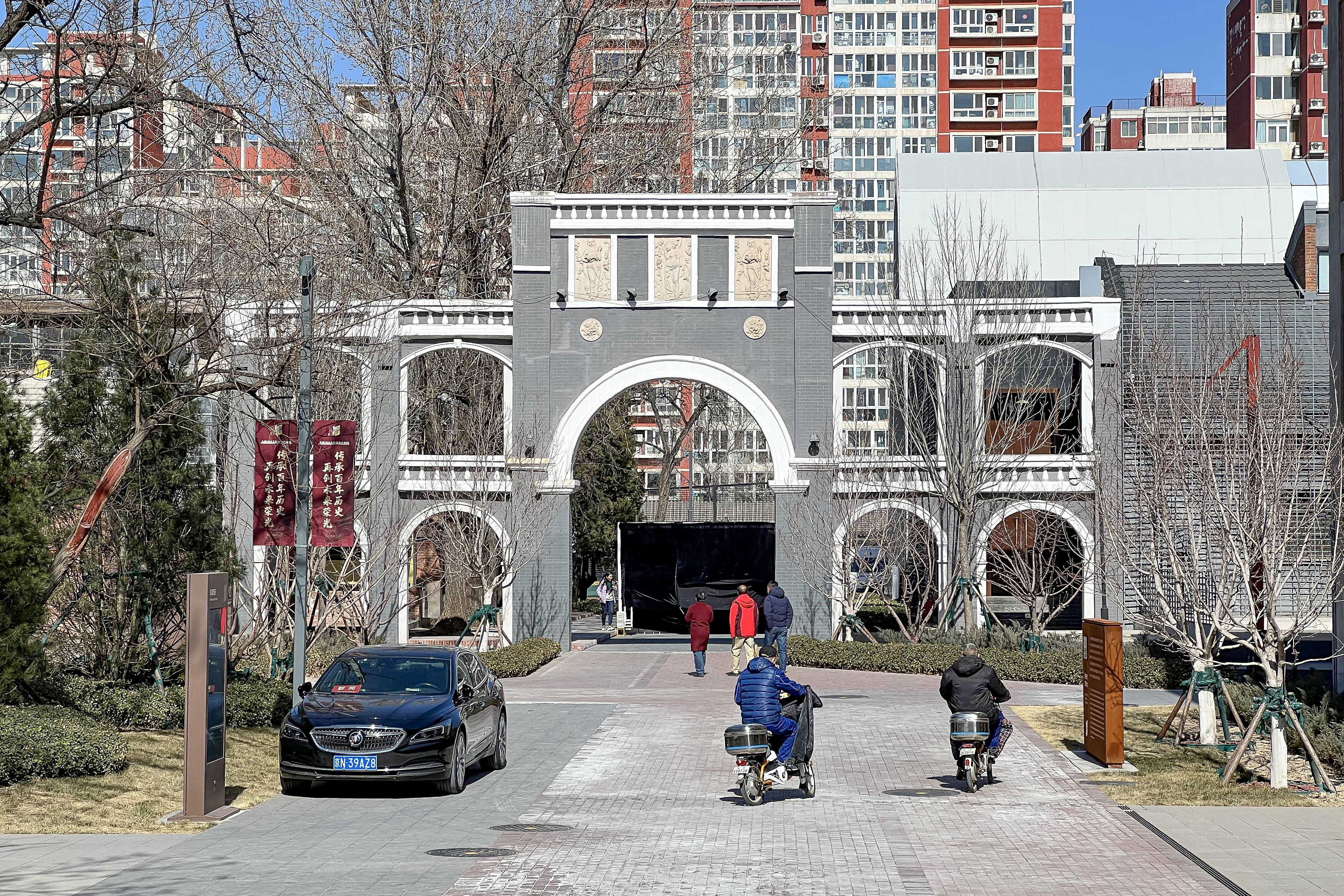
由老厂区改造而成的龙徽1910文化创意产业园

中华人民共和国成立后，1953年该酒厂更名为“北京市上义酿酒厂”。1956年6月公私合营，完成了社会主义改造。同时该酒厂迁至今玉泉路。1959年2月，北京市人民政府将该酒厂更名为“北京葡萄酒厂”，并注册了“中华”牌，开始生产中国国宴用酒“中国红葡萄酒”，同时还生产“桂花陈酒”、“莲花白”酒。1972年，为迎接美国总统尼克松访华，该厂专门生产了传统薄荷蜜酒，作为国礼赠给尼克松总统及美国代表团随行人员。薄荷蜜酒的酒瓶采用人工吹制，酒瓶图案为手工描金，该酒当时仅生产42瓶，如今北京龙徽酿酒有限公司仅存两瓶。
1987年3月17日，北京葡萄酒厂与法国保乐力加集团（GROUPE PERNOD RICARD）合资成立了“北京龙徽酿酒有限公司”，同时在河北怀来县小南辛堡乡设立葡萄基地，随后该公司在1988年（中国农历龙年）推出了新品牌“龙徽”葡萄酒，1996年更生产出中国第一瓶引入原产地命名控制机制标注年份的国产葡萄酒。但到2000年末，因合作方法国保乐力加集团不了解中国市场，北京龙徽酿酒有限公司已经亏损严重，濒临倒闭。当时的北京葡萄酒厂领导用1美元收回了龙徽的无形及有形资产，并承担了龙徽的巨额债务。股权收购后，龙徽继续按照合资公司的机制经营，并实施了深化改革。龙徽很快扭亏为盈，2002年实现利润60万元人民币。2003年，龙徽首次引进民营资本。
中国党和国家领导人朱德、李德生、康克清等曾视察过北京葡萄酒厂。全国政协主席贾庆林、副主席万国权、林文漪、国务院副总理吴仪、中共北京市委书记刘淇、北京市市长郭金龙、北京市政协主席阳安江等领导曾视察过龙徽公司。
2011年2月22日，北京首都酒业有限公司正式挂牌。该公司由北京一轻控股有限责任公司和北京控股集团有限公司所属的京泰实业（集团）有限公司共同投资组建，由北京红星股份有限公司、北京龙徽酿酒有限公司等企业组成。
2018年，龙徽酿酒将生产环节外迁至其葡萄基地所在的怀来县，阜石路旧厂区被改造为龙徽1910文化创意产业园，2022年7月29日开园。

## 北京龙徽葡萄酒博物馆
北京龙徽葡萄酒博物馆位于玉泉路2号北京龙徽酿酒有限公司院内，由北京龙徽酿酒有限公司投资创建，2006年6月26日正式开馆。这是北京市第一家葡萄酒文化及历史发展主题博物馆。馆舍是原北京葡萄酒厂50多年的老厂房。博物馆分为地上、地下两层，包括文化广场、时光走廊、文物展示区、美酒展示等展区，从历史、葡萄酒生产、储存等方面介绍了北京葡萄酒产业从20世纪初至今的发展历程。
北京龙徽葡萄酒博物馆的主要藏品为北京龙徽酿酒有限公司的历史收藏，其中包括1972年“薄荷蜜酒”等绝版的酒品。藏品还有1912年中国首瓶“大香槟”，北京最早引进的起泡酒砸塞机及摇瓶架，“御莲白”，中国国内首创的首瓶“桂花陈酒”，1959年起用于国宴的首瓶“中国红葡萄酒”、国际葡萄与葡萄酒组织主席及总裁签名的龙徽酒，成龙、周华健签名的龙徽酒及橡木桶等等。